# Nicky Shorey
Nicholas „Nicky“ Shorey (* 19. Februar 1981 in Romford, London Borough of Havering, England) ist ein ehemaliger englischer Fußballspieler.

## Sportlicher Werdegang

### Vereinskarriere
Shorey begann seine sportliche Laufbahn, als er sich im Jahre 1998 der Nachwuchsabteilung von Leyton Orient anschloss. Er kam dann in den Spielzeiten 1999/2000 und 2000/01 gelegentlich zu Einsätzen in der ersten Mannschaft und machte dadurch bei dem damals beim FC Reading aktiven Trainer Alan Pardew auf sich aufmerksam. Für eine Ablösesumme von 25.000 Pfund wechselte Shorey schließlich am 10. Februar 2001 den Verein und entwickelte sich beim FC Reading schnell zu einem festen Bestandteil der Mannschaft.
Am 1. August 2006 verlängerte Shorey seinen Vertrag beim FC Reading bis Juni 2009 und zeigte im Anschluss in seiner ersten Premier-League-Saison 2006/07 gute Leistungen – die Anhänger des Vereins wählten ihn am Ende bei einer Abstimmung zum „Spieler der Saison“ auf den zweiten Platz. Dadurch empfahl er sich für ambitioniertere Erstligavereine, wobei er vor allem mit einem Wechsel zu Newcastle United oder West Ham United in Verbindung gebracht wurde. Am 4. August 2007 verkündete Steve Coppell als Trainer des FC Reading, dass Shorey ein Vertragsverlängerungsangebot zu verbesserten Bezügen ausgeschlagen habe. Spekulationen über einen vorzeitigen Wechsel dementierte Shorey jedoch mit einer offiziellen Aussage, dass er beabsichtige, den FC Reading nicht zu verlassen.
Am 7. August 2008 unterschrieb einen Shorey einen Dreijahresvertrag beim Ligakonkurrenten Aston Villa. Über die Ablösesumme behielten die beteiligten Vereine Stillschweigen.
Nachdem Shorey zu Beginn der Saison 2009/10 noch in der Startformation von Aston Villa gestanden hatte, verlor er nach der Verpflichtung von Stephen Warnock diese Position. Ende November 2009 wechselte er daraufhin auf Leihbasis zum Zweitligisten Nottingham Forest und absolvierte dort bis Ende Januar neun Ligaspiele, in denen seine neue Mannschaft ohne Niederlage blieb.
Anfang Februar 2010 gab der FC Fulham die Verpflichtung Shorey's bekannt. Er wurde von Aston Villa bis zum Ende der Saison ausgeliehen.
Am 9. August 2010 unterzeichnete Shorey einen auf zwei Jahre befristeten Vertrag mit Option auf ein weiteres Jahr bei West Bromwich Albion.

### Englische Nationalmannschaft
Die guten Leistungen Shoreys im Verein in der Saison 2006/07 führten zunächst dazu, dass die Anhänger des FC Reading die Berücksichtigung ihres linken Verteidigers in der englischen Nationalmannschaft forderten, indem sie regelmäßig „Shorey for England“ intonierten. Als die Spielzeit weiter fortschritt, fand der bis dato in der englischen Auswahl noch nicht berücksichtigte Shorey dann auch in den nationalen Medien größeren Anklang.
Schließlich kam Shorey am 25. Mai 2007 in Turf Moor – normalerweise die Heimspielstätte des FC Burnley – in der englischen B-Auswahl gegen Albanien zum Einsatz und stand beim 3:1-Sieg in der Startelf, bevor er nach 73 Minuten ausgewechselt wurde. Nicht wenige Experten empfahlen danach, dass Shorey in die A-Nationalmannschaft aufsteigen sollte und Steve McClaren nominierte ihn auch letztlich am 26. Mai 2007 für das bevorstehende Freundschaftsspiel gegen Brasilien sowie für die anschließende EM-Qualifikationspartie gegen Estland. Beim 1:1 gegen Brasilien im neuen Wembley-Stadion feierte er dann am 1. Juni 2007 sein Debüt als englischer A-Nationalspieler, aber trotz guter Kritiken von Fachseite saß Shorey während der Begegnung gegen Estland noch nicht einmal auf der Ersatzbank.
Sein zweites Länderspiel absolvierte Shorey am 22. August 2007 erneut in Wembley bei der 1:2-Niederlage gegen Deutschland.

## Wissenswertes
- Shorey ist einer von nur wenigen Fußballspielern, die auf allen vier englischen Profiligaebenen zum Einsatz gekommen sind.
- Bei der vereinsinternen Wahl zur „besten Elf des FC Reading aller Zeiten“ gewann Shorey auf der linken Abwehrposition mit insgesamt 53,1 %.
- Im Jahr 2004 befand sich die Karriere von Nicky Shorey an einem Scheideweg, als nach einer schwerwiegenden Infektion im Fuß im Worst-Case-Fall eine Amputation drohte. Nach dreimonatiger Pause konnte er jedoch wieder vollständig genesen.[22]